# Drum național 1J
Der Drum național 1J (rumänisch für „Nationalstraße 1J“, kurz DN1J) ist eine im Jahr 2008 aufgestufte (bis dahin Drum județean 104) Hauptstraße in Rumänien.

## Verlauf
Die Straße beginnt in Sercaia am Drum național 1 (Europastraße 68) und verläuft parallel zum Fluss Olt in nordöstlicher Richtung über Comana de Jos bis nach Hoghiz, wo sie auf den Drum național 13 (Europastraße 60) trifft und an diesem endet.
Die Länge der Straße beträgt rund 24 Kilometer.